# Philip Reeve
Pour les articles homonymes, voir Reeve.
Philip Reeve, né le 28 février 1966 est un écrivain et illustrateur britannique. Il est spécialisé dans les romans de science-fiction et les livres pour enfants. 

## Œuvres

### UniversTom et Hester

#### SérieTom et Hester
1. Mécaniques fatales, Hachette Jeunesse, 2003 ((en) Mortal Engines, 2001)Réédition, Gallimard Jeunesse, coll. « Folio Junior », 2007
2. L'Or du prédateur, Gallimard Jeunesse, coll. « Folio Junior », 2007 ((en) Predator's Gold, 2003)
3. Machinations infernales, Gallimard Jeunesse, coll. « Folio Junior », 2009 ((en) Infernal Devices, 2005)
4. Plaine obscure, Gallimard Jeunesse, coll. « Folio Junior », 2010 ((en) A Darkling Plain, 2006)
5. (en) Thunder City, 2024

- (en) Traction City (en), 2011Roman court, préquelle à la série
- (en) Night Flights, 2018Recueil de trois courtes histoires sur les aventures d'Anna Fang, préquelle à la série

#### SérieFever Crumb
1. (en) Fever Crumb (en), 2009
2. (en) A Web of Air (en), 2010
3. (en) Scrivener's Moon (en), 2011

### SérieBuster Bayliss
1. (en) Night of the Living Veg, 2002
2. (en) The Big Freeze, 2002
3. (en) Day of the Hamster, 2002
4. (en) Custardfinger!, 2003

### SériePlanète Larklight
1. Planète Larklight, Gallimard Jeunesse, 2007 ((en) Larklight, 2006)
2. L'Hôtel étrange, Gallimard Jeunesse, 2008 ((en) Starcross, 2007)
3. (en) Mothstorm, 2008

### SérieGoblins
1. (en) Goblins, 2012
2. (en) Goblins vs Dwarves, 2013
3. (en) Goblin Quest, 2014

### SérieRailhead
1. (en) Railhead, 2015
2. (en) Black Light Express, 2016
3. (en) Station Zero, 2018

### SérieNuit noire
1. Fille des dérelantes, Gallimard Jeunesse, 2024 ((en) Utterly Dark and the Face of the Deep, 2021), trad. Luc Rigoureau, 320 p.  (ISBN 978-2-07-516834-2)
2. (en) Utterly Dark and the Heart of the Wild, 2022
3. (en) Utterly Dark and the Tides of Time, 2023

### Romans indépendants
- (en) Horatio Nelson and His Victory, 2003
- Arthur, l'autre légende, Gallimard Jeunesse, coll. « Scripto », 2008 ((en) Here Lies Arthur, 2007)
- Qui a peur des dragons ?, Gallimard Jeunesse, coll. « Folio Junior », 2013 ((en) No Such Thing As Dragons, 2009)

### Livres pour enfants

#### Livres illustrés
Ces livres ont été illustrés par Sarah McIntyre (en).
- Oliver et les Îles vagabondes, Seuil, 2014 ((en) Oliver and the Seawigs, 2013)
- Astra et les Gâteaux de l'espace, Seuil, 2014 ((en) Cakes in Space, 2014)
- 264 papattes sur la banquise, Seuil, 2015 ((en) Pugs of the Frozen North, 2015)
- (en) Jinks & O'Hare Funfair Repair, 2016

#### SérieLa Légende de Maurice
Ces livres ont été illustrés par Sarah McIntyre (en).
1. Le Poney volant, Little Urban, 2021 ((en) The Legend of Kevin, 2018), trad. Emmanuel Gros, 153 p.  (ISBN 978-2-37408-189-2)
2. La Grande Évasion, Little Urban, 2021 ((en) Kevin's Great Escape, 2019), trad. Emmanuel Gros, 154 p.  (ISBN 978-2-37408-139-7)
3. Poney volant en cavale, Little Urban, 2022 ((en) Kevin and the Biscuit Bandit, 2020), trad. Emmanuel Gros, 158 p.  (ISBN 978-2-37408-172-4)
4. Poney vs. licornes, Little Urban, 2022 ((en) Kevin vs the Unicorns, 2021), trad. Emmanuel Gros, 150 p.  (ISBN 978-2-37408-694-1)

### Nouvelles
- Doctor Who : Les Racines de Mal ((en) Doctor Who: The Roots of Evil, 2013)

## Prix et distinctions
- Sélection Prix Locus du meilleur roman pour jeunes adultes 2004 pour L'Or du prédateur (Predator's Gold)
- Sélection Prix Locus du meilleur roman pour jeunes adultes 2007 pour Plaine obscure (A Darkling Plain))
- Los Angeles Times Book Prize 2007, catégorie Littérature pour la jeunesse, pour Plaine obscure (A Darkling Plain)
- Prix Seiun 2007, catégorie Meilleur roman étranger de l'année, pour Mécaniques fatales (Mortal Engines)
- (international) « Honour List » 2008[1] de l' IBBY pour Arthur, l'autre légende (Here Lies Arthur)
- Médaille Carnegie 2008[2] pour Arthur, l'autre légende (Here Lies Arthur)
- Finaliste Médaille Carnegie 2010[3] pour Fever Crumb, tome 1 : Fever Crumb
- Sélection Prix Locus du meilleur roman pour jeunes adultes 2011 pour Fever Crumb
- Sélection Prix Locus du meilleur roman pour jeunes adultes 2012 pour Scrivener's Moon
- Sélection Prix Andre-Norton 2016 pour Railhead
- Sélection Prix Locus du meilleur roman pour jeunes adultes 2016 pour Railhead
- Finaliste Médaille Carnegie 2017[4] pour Railhead
- Sélection Prix Locus du meilleur roman pour jeunes adultes 2018 pour Black Light Express

## Adaptation de son œuvre
- 2018 : Mortal Engines, film américano-néo-zélandais de Christian Rivers